# Plaion
Plaion, precedentemente conosciuta come Koch Media, è una società che opera in ambito multimediale fondata nel 1994 da Franz Koch e da Klemenz Kundratitz.
Plaion è un produttore e un concessionario attivo nel campo dell'intrattenimento digitale, che comprende software, giochi, cinema e DVD. Le vendite, il marketing e la distribuzione si estendono a tutta l'Europa e, da aprile 2008, agli Stati Uniti.
Plaion ha uffici in Germania, Inghilterra, Francia, Austria, Svizzera, Italia e Stati Uniti. La sede principale si trova a Planegg, vicino a Monaco di Baviera.
Plaion produce giochi per computer tramite l'etichetta Deep Silver e distribuisce, in Italia, film horror attraverso la sua etichetta Midnight Factory. Aveva inoltre acquistato i diritti per distribuire l'Apple Pippin in Europa nel 1996.

## Storia
Kock Media Holding viene fondata a Höfen (Austria) nel 1994 da Franz Koch e Klemenz Kundratitz. Fin dall'inizio la società opera in diversi paesi d'Europa tra cui Germania, Svizzera, Austria e Inghilterra nel settore della distribuzione di prodotti di intrattenimento su CD-ROM facendo registrare buoni risultati di vendite soprattutto per i prodotti in lingua tedesca.
Con l'avvento del nuovo millennio, Koch Media procede con la propria espansione sul suolo europeo e internazionale aprendo nuovi uffici e centri di distribuzione in Italia (dapprima a Firenze poi a Rho), a Parigi (a seguito dell'acquisizione della società francese SG Diffusion, poi divenuta Koch Media SAS dal 1º gennaio 2006), a Madrid (dopo aver acquisito il distributore spagnolo Proein, poi ribattezzato Koch Media SLU nel 2009), in Scandinavia, Benelux e infine negli Stati Uniti, a Los Angeles.
Nel 2002 viene fondata Deep Silver, etichetta con cui Plaion commercializzerà negli anni numerosi videogiochi di successo.
Nel 2012, Koch Media diventa distributore ufficiale sul suolo italiano e spagnolo per i prodotti videoludici di THQ; dalla stessa casa di sviluppo statunitense verrà acquisito nel 2013 il marchio Metro, a seguito dell'acquisizione della casa di sviluppo. Due anni più tardi, un'altra saga videoludica entra a far parte del portfolio di Koch Media: si tratta di Homefront, del quale verrà messo sul mercato, dopo una campagna di sviluppo non priva di ostacoli, un nuovo capitolo denominato Homefront: The Revolution nel 2016.
Il 4 agosto 2022, la società cambia nome in Plaion.

## Ambiti commerciali
Fin dalla sua fondazione, Plaion è attiva nel campo della distribuzione di media digitali e marketing sia per conto di società terze, sia (a partire dal 2002) attraverso la propria etichetta Deep Silver che ha contribuito allo sviluppo e alla commercializzazione di titoli appartenenti a famose saghe videoludiche quali Risen, Dead Island, Metro e altre.
Degna di nota è anche la divisione Plaion Pictures specializzata nella distribuzione, nel marketing e nella vendita di film per il cinema, telefilm e produzioni d'interesse speciale nei formati Home video in Germania, Austria, Svizzera e Italia. Dal 2020, si occupa della distribuzione in Home Video per il mercato italiano dei prodotti di Paramount Pictures, e, dal 2024, anche di Universal Pictures.